# Charles Pollard Olivier

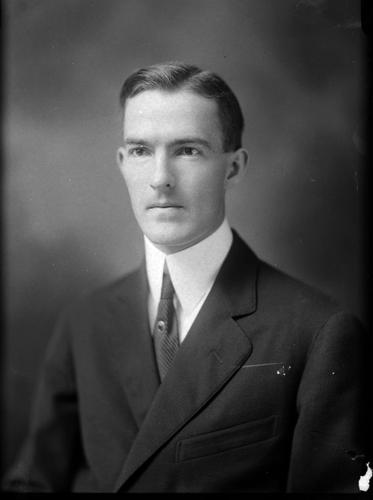
Charles Pollard Olivier

Charles Pollard Olivier (* 10. April 1884 in Charlottesville (Virginia); † 14. August 1975 in Bryn Mawr (Pennsylvania)) war ein US-amerikanischer Astronom.

## Leben
Charles Pollard Olivier kam am 10. April 1884 in Charlottesville als Sohn von George Wythe Olivier und seiner Frau Katharine, geborene Pollard, zur Welt. Seine Eltern besaßen auf dem Gelände der University of Virginia eine Universitätsbuchhandlung und betrieben in ihrem Haus eine Pension.
1901 begann er sein Studium an der University of Virginia und bestand dort 1905 seinen Bachelor-Abschluss in Astronomie, 1908 folgte der Master-Abschluss.
Von Juli 1909 bis Dezember 1910 forschte er am Lick-Observatorium und assistierte dort Heber Doust Curtis bei der Beobachtung der Wiederkehr des Halleyschen Kometen.
Schon seit 1904 war er überzeugt, dass William Dennings Theorie der stationären Radianten, das heißt räumlich unveränderlicher Quellen von Meteoren über längere Zeiträume hinweg (siehe unten), falsch sein müsse. Diese Theorie widerlegte er in seiner Dissertation „175 parabolic orbits and other results deduced from over 6,200 meteors“ (175 parabolische Bahnen und andere Ergebnisse, hergeleitet aus über 6200 Meteoren), mit der er 1911 unter Ormond Stone promoviert wurde.
In diesem Jahr gründete auch er die American Meteor Society, die er bis kurz vor seinem Tode leitete, und organisierte dort die Zusammenarbeit zwischen Berufs- und Amateurastronomen bei der Beobachtung von Meteoren.
Kurz danach wurde er Associate Professor am Agnes Scott College in Georgia und wechselte dann von 1914 bis 1928 an die University of Virginia. Am dortigen Leander McCormick Observatory beschäftigte er sich unter anderem mit Parallaxenmessungen, Doppelsternen und veränderlichen Sternen.
In seinem Sabbatjahr 1923–24 entstand sein Werk „Meteors“, in dem er sich noch einmal intensiv mit der Widerlegung von Dennings These der stationären Radianten auseinandersetzte. Denning hing bis zu seinem Lebensende der Meinung an, dass die Meteore aus einer Reihe fester Orte am Himmel, sogenannter Radianten, stammten, auch über mehrere Wochen oder gar Monate hinweg, und veröffentlichte sogar einen Katalog solcher Radianten. Diese Theorie hatte zwar keinerlei theoretische Grundlage, außer man nähme etwa intensive Meteorquellen außerhalb unseres Sonnensystems an, doch Denning beharrte auf seine Beobachtungsdaten, deren Reduktion Olivier aber als fehlerhaft nachweisen konnte. Eine detaillierte Beschreibung dieser Debatte um die stationären Radianten ist im unten angegebenen Aufsatz „The Stationary Radiant Debate Revisited“ wiedergegeben.
Von 1928 bis 1954 leitete Olivier die Astronomieabteilung der University of Pennsylvania und war Direktor des dortigen Flower-Observatoriums. In den späten 1940ern drängte er die Universitätsleitung zur Errichtung eines neuen Observatoriums in Willistown Township (Chester County in Pennsylvania), woraus das Flower and Cook Observatory hervorging. 1954 trat er in den Ruhestand, war aber weiterhin für die American Meteor Society aktiv.
Olivier war seit 1919 bis zu ihrem Tod 1934 mit Mary Frances Pender verheiratet, aus dieser Ehe gingen zwei Töchter hervor. 1936 heiratete er Ninuzza Seymour, die Ehe wurde später geschieden. 1950 schloss er eine dritte Ehe, mit Margaret Furgeson Austin, die ihn überlebte. Charles Pollard Olivier starb am  14. August 1975 im Alter von 91 Jahren in Bryn Mawr.

## Ehrungen
- 1932 wurde Charles Olivier zu einem Mitglied der American Philosophical Society gewählt.[8]
- Im Jahre 1979 benannte die Internationale Astronomische Union den Mondkrater Olivier offiziell nach Charles Pollard Olivier.[9]